# Хајдавеј (Тексас)
Хајдавеј (енгл. Hideaway) град је у америчкој савезној држави Тексас. По попису становништва из 2010. у њему је живело 3.083 становника.

## Демографија
Према попису становништва из 2010. у граду је живело 3.083 становника.
| Група             | 2000.  | 2010.         |
| Белци             | . (.%) | 2.957 (95,9%) |
| Афроамериканци    | . (.%) | 4 (0,1%)      |
| Азијати           | . (.%) | 12 (0,4%)     |
| Хиспаноамериканци | . (.%) | 77 (2,5%)     |
| Укупно            | .      | 3.083         |